# Mbosi
Mbosi (również: Mbochi, M'boshi) – lud zamieszkujący Kongo; trzecia pod względem liczebności grupa etniczna w tym kraju – ok. 10–15% populacji. Posługuje się językiem mbosi z grupy bantu. 
Określają siebie jako Ombosi (l. mn. Ambosi). Przekazy ustne mówią o wspólnym przodku, Ndinga. Na tereny Konga przywędrowali najpewniej w połowie XVIII wieku, zasiedlając konfluencję rzek Sangha, Likouala i Kongo. Ustanowili tam dziedziczne prawa połowów i kontrolowali ruch na rzekach. Przemieszczali się na południe, gdzie napotkali lud Teke. W epoce kolonialnej wielu Mbosi przeniosło się w okolice Brazzaville (szczególnie do Poto-Poto). Ich przywódcą politycznym był początkowo Jacques Opangault. Kolejna fala migracji miała miejsce w latach 60. XX wieku, gdy władzę objął Marien Ngouabi (który był z klanu Kouyou, jednego z klanów Mbosi). W połowie lat 80. powstało Front de Liberation des Mbochis et des Makousa, mające wspierać Denisa Sassou-Nguesso, przyszłego prezydenta Konga. Do 1985 roku około 1/3 biura politycznego i komitetu centralnego Kongijskiej Partii Pracy było Mbosi, przede wszystkim z okolic Edou - rodzinnej wioski Sassou-Nguesso..
Wyróżnia się w nim 10 podgrup/klanów: Bonga, Boubangui, Kouyou, Likouaka, Likouba, Makoua, Mboko, Mbosi, Moye, Ngare. Tradycyjnie zajmowali się hodowlą zwierząt (owce, kozy, kury), rybołówstwem i uprawą roli.
Nazwiska Mbosi zaczynają się samogłoską, ale są wyjątki (np. Sassou-Nguesso). Częstymi imionami są Koumou i Peya.
Znane osoby wywodzące się z Mbosi:
- Denis Sassou-Nguesso – prezydent Konga
- Marien Ngouabi – przywódca Konga, z klanu Kouyou
- Daniel Abibi – minister kongijski, ambasador Konga w ONZ, rektor Université Marien Ngouabi